# Proatheris superciliaris
Genre
Espèce
Synonymes
- Vipera superciliaris Peters, 1855
- Atheris superciliaris (Peters, 1855)

Proatheris superciliaris, unique représentant du genre Proatheris, est une espèce de serpents de la famille des Viperidae.

## Répartition
Cette espèce se rencontre en Tanzanie, au Malawi et au Mozambique.

## Description
C'est un serpent venimeux. Il atteint 40 à 50 cm, au maximum 60, les femelles étant plus grandes que les mâles. Elle possède une queue préhensile qui l'aide à se déplacer dans les arbres, mais cette capacité est surtout développée chez les juvéniles et les jeunes et tend à disparaitre chez les adultes.
Ils se nourrissent de petits amphibiens et occasionnellement de petits rongeurs.

## Publications originales
- Peters, 1855 : Diagnosen neuer Batrachier, welche zusammen mit der früher (24. Juli und 17. August) gegebenen Übersicht der Schlangen und Eidechsen mitgetheilt werden. Bericht über die zur Bekanntmachung geeigneten Verhandlungen der Konigl. Preuss. Akademie der Wissenschaften zu Berlin, vol. 1854, p. 614-628 (texte intégral).
- Broadley, 1996 : A review of the tribe Atherini (Serpentes: Viperidae), with the descriptions of two new genera. African Journal of Herpetology, vol. 45, p. 40-48.